# المساجد (صنعاء)
المساجد هي إحدى قرى الجمهورية اليمنية. تتبع إدارياً مديرية بني مطر، محافظة صنعاء. يبلغ تعداد سكانها 2070 نسمة حسب الإحصاء الذي أجري عام 2004.

## روابط خارجية
- World Gazetteer:Yemen
- الجهاز المركزي للإحصاء بالجمهورية اليمنية
- المركز الوطني للمعلومات باليمن